# کنار تو می‌مانم
«کنار تو می‌مانم» (انگلیسی: Stand by You) ترانه‌ای از خواننده و ترانه‌پرداز آمریکایی، ریچل پلتن است که به عنوان دومین تک‌آهنگ از نخستین آلبوم استودیویی او تحت یک ناشر موسیقی بزرگ به نام آتش‌سوزی جنگل (۲۰۱۶)، در ۱۱ سپتامبر ۲۰۱۵ توسط کلمبیا رکوردز منتشر شد. «کنار تو می‌مانم» به رتبهٔ ۳۷ در جدول بیلبورد هات ۱۰۰ رسید و دومین ترانهٔ پیاپی پلتن شد که به جمع ۴۰ ترانهٔ برتر این جدول راه یافت. همچنین این ترانه در فوریه ۲۰۱۶ در صدر جدول ۴۰ تک‌آهنگ برتر بزرگسالان ایالات متحده قرار گرفت.
در ۵ اکتبر ۲۰۱۶، پلتن نسخه‌ای اسپانیایی از این ترانه را با عنوان «همیشه آنجا خواهم بوو» (Siempre Estaré Ahí) منتشر کرد. این نسخه با همکاری خواننده آرژانتینی دیگو تورس تهیه و همراه با یک ویدئوی متن ترانه منتشر شد.